# آئدس
آئدس (انگلیسی: Aedes) یک سرده از پشه‌ها است که ابتدا در مناطق مدارگان و جنب‌مدارگان یافت می‌شد، اما اکنون در تمام قاره‌ها به جز قطب جنوب یافت می‌شود. در ایران نیز بیشترین فراوانی آئدس در شهر چابهار است. برخی از گونه‌ها توسط فعالیت‌های انسانی گسترش یافته‌اند: پشه ببری، گونه‌ای مهاجم به‌ویژه، در دهه ۱۹۸۰ با تجارت لاستیک‌های مستعمل به دنیای جدید، از جمله ایالات متحده گسترش یافت.
گونه نماد آئدس، آئدس خاکستری (Aedes cinereus) است.

## سیستماتیک و تبارزایی
اولین بار توسط یوهان ویلهلم مایگن (Johann Wilhelm Meigen)، حشره‌شناس آلمانی در سال ۱۸۱۸ توصیف و نامگذاری شد، نام عمومی از یونانی باستان "ἀηδής، aēdēs"، به معنای "ناخوشایند" یا "نفرت‌انگیز" گرفته شده است.
همان‌طور که از نظر تاریخی تعریف شده است، این جنس شامل بیش از ۷۰۰ گونه است (لیست گونه‌های آئدس را ببینید). این جنس به چندین زیرسرده (Aedes, Diceromyia, Finlaya, Stegomyia و غیره) تقسیم شده است، که اکثر آنها اخیراً توسط برخی مقامات به‌عنوان جنس کامل تلقی شده‌اند. طبقه‌بندی در سال ۲۰۰۹ تجدید نظر شد.

## مشخصات
پشه‌های آئدس از نظر ظاهری متمایز هستند زیرا علائم سیاه و سفید قابل توجهی روی بدن و پاهای خود دارند. برخلاف اکثر پشه‌های دیگر، آنها فعال هستند و فقط در طول روز نیش می‌زنند. اوج گزش در اوایل صبح و عصر قبل از غروب است.

## فرزندان مستقیم این سرده
این جنس شامل ۲۸ گونه است که در زیر جنس دیگری قرار نمی‌گیرند:
- Aedes daliensis (Taylor, 1916)
- Aedes mallochi Taylor, 1944
- Aedes alticola Bonne Wepster, 1948
- Aedes auronitens Edwards, 1922
- Aedes australiensis (Theobald, 1910)
- Aedes biocellatus (Taylor, 1914)
- Aedes britteni Marks and Hodgkin, 1958
- Aedes candidoscutellum Marks, 1947
- Aedes crossi Lien, 1967
- Aedes eatoni (Edwards, 1916)
- Aedes gracilelineatus Bonne-Wepster, 1937
- Aedes keefei King and Hoogstraal, 1946
- Aedes peipingensis Feng, 1938
- Aedes koreicoides Sasa, Kano and Hayashi, 1950
- Aedes lauriei King and Hoogstraal, 1946
- Aedes monocellatus Marks, 1948
- Aedes oreophilus (Edwards, 1916)
- Aedes plagosus Marks, 1959
- Aedes quasirubithorax (Theobald, 1910)
- Aedes roai Belkin, 1962
- Aedes rubiginosus Belkin, 1962
- Aedes sintoni (Barraud, 1924)
- Aedes stanleyi Peters, 1963
- Aedes subauridorsum Marks, 1948
- Aedes toxopeusi Bonne-Wepster, 1948
- Aedes tsiliensis King and Hoogstraal, 1946
- Aedes versicolor (Barraud, 1924)
- Aedes wasselli Marks, 1947

## به‌عنوان ناقل بیماری

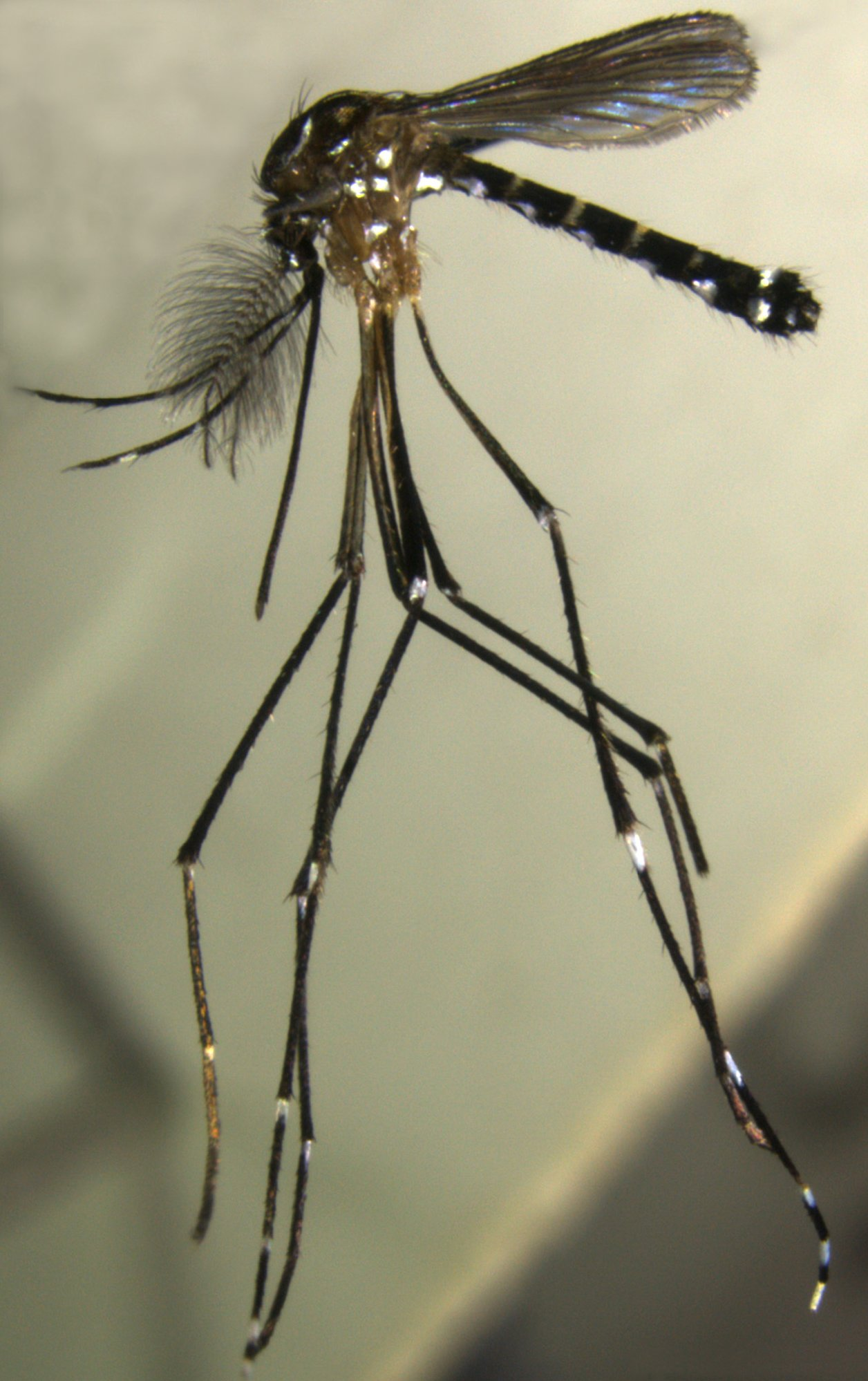
آئدس (Stegomyia) pia، توصیف شده در سال ۲۰۱۳.

اعضای جنس آئدس ناقلان بسیاری از عفونت‌های ویروسی، از جمله تب دنگی، تب زرد، ویروس زیکا، و چیکونگونیا هستند که توسط گونه‌های زیرجنس (Stegomyia) و توسط پشه تب زرد و پشه ببری منتقل می‌شوند. عفونت با این ویروس‌ها معمولاً با تب و در برخی موارد آنسفالیت همراه است که می‌تواند منجر به مرگ شود. واکسنی برای محافظت در برابر تب زرد وجود دارد، و اقداماتی برای جلوگیری از نیش پشه شامل حشره‌کش‌هایی مانند ددت، تله پشه، دافع حشرات، پشه‌بند، و کنترل آفات با استفاده از حشرات اصلاح شده ژنتیکی است. گونه آئدس پولینزی (Aedes polynesiensis) در پلینزی مسئول انتقال پیل‌پایی انسان است.
آئدس را می‌توان توسط تله‌تخم شناسایی و کنترل کرد.
پشه آئدس در نوشهر دیده شد، این شهر ششمین شهر آلوده به پشه آئدس است.
تاکنون پشه آئدس در شهرستان‌های رامسر، عباس‌آباد، تنکابن نور و محمودآباد مشاهده شده است.

## ترتیب‌دهی
ژنوم پشه تب زرد توسط مؤسسه Broad Institute و مؤسسه J. Craig Venter Institute، تعیین توالی شد. گزارش اولیه در اوت ۲۰۰۵ منتشر شد. پیش‌نویس توالی ژنوم و آنالیز اولیه در ژوئن ۲۰۰۷ منتشر شد. ژنوم مشروح شده در VectorBase موجود است.
نسخه به روز شده و بهبود یافته ژنوم پشه تب زرد در سال ۲۰۱۸ منتشر شد.